# 1-я бронетанковая дивизия (Сирия)
1-я бронетанковая дивизия — тактическое соединение в составе Сирийской арабской армии. Дивизия была сформирована ранее 1973 года.

## Война Судного дня
В ходе наступления САВС на удерживаемые Израилем Голанские высоты во время Войны Судного дня 1-я бронетанковая дивизия находилась в резерве, пока не была прорвана линия фронта. Вечером первого дня боёв, 6 октября, дивизия была введена в бой, чтобы развить успех 5-й бронетанковой дивизии в южной части линии. Данстен пишет, что вечером 7 октября командир дивизии полковник Тауфик Джуни разместил вспомогательные подразделения и штаб дивизии в окрестностях Эль-Хушнии. В течение следующих двух дней части дивизии сражались в районе сирийского выступа в южной части Голанских высот, принимая участие в сражениях за Нафах, Эль-Хушнию и в окрестностях Эль-Аля. 10 октября последние подразделения дивизии вместе с другими частями сирийской армии отошли после упорных боёв с израильскими войсками.

## Ливанская война 1982 года
В начале Ливанской войны дивизия была размещена в долине Бекаа. В это время дивизия включала в себя 91-ю бронетанковую бригаду, 76-ю бронетанковую бригаду и 58-ю механизированную бригаду. Каждая бронетанковая бригада имела на вооружении приблизительно 160 танков, механизированная бригада — около 40 танков, таким образом, в дивизии было приблизительно 360 танков (главным образом Т-62). В дополнение к этим частям, дивизии был подчинён 20-й полк спецназа, который в первую очередь использовался для борьбы с танками. Первое столкновение сирийских войск с израильскими произошло около города Джеззин. Для защиты города от продвигающихся израильских сил были выделены пехотные части и подразделения 76-й бронетанковой бригады. В результате сражения израильским войскам удалось потеснить сирийские и занять город.
Несколько дней спустя, 11 июня 1982 года, дивизия вступила в бой с силами Израиля, которые атаковали дивизию возле Султан-Якуба. В сражении участвовали 91-я и 76-я бригады, в то время как 58-я осталась в резерве. В то же время силы 3-й бронетанковой дивизии начали движение на юг вдоль долины Бекаа, чтобы помочь отразить израильское наступление. После тяжёлых боев 1-я бронетанковая дивизия остановила продвижение израильтян и продолжила удерживать восточную часть шоссе Бейрут — Дамаск. Несмотря на большие потери, сирийцы считают это сражение большим успехом, поскольку им удалось сдержать натиск Израиля, имевшего численное превосходство.
На момент перемирия 11 июня 1982 года 1-я бронетанковая дивизия потеряла почти всю свою технику и была фактически небоеспособна.
В 1978 году командиром дивизии был назначен генерал-майор Ибрагим аль-Сафи. Он всё ещё занимал эту должность в 1992 году.

## XXI век
1-я бронетанковая дивизия подчинена 2-му армейскому корпусу, штаб которого расположен в городе Эс-Зибадан к северо-западу от Дамаска, на границе с Ливаном. Корпус отвечает за всю область к северу от Дамаска к Хомсу, включая Ливан. Корпус находился в Ливане во время сирийского присутствия там в 1976—2005 годы. 1-я дивизия дислоцирована в городе Кисуа, к югу от Дамаска.
В 2001 году, согласно Ричарду Беннетту, дивизия состояла из трёх бригад: 44-й бронетанковой, 46-й бронетанковой и 42-й механизированной.
Согласно Холидэю, дивизия в 2011—2012 году состояла из 76-й, 91-й, и 153-й бронетанковых бригад, 58-й механизированной бригады и артиллерийского полка. В феврале — апреле 2012 года 76-я бронетанковая бригада проводила ряд операций по разрешению конфликта в Тафтаназе в мухафазе Идлиб.

## Состав

### 2019 год
- 57-я механизированная бригада;
- 58-я механизированная бригада;
- 61-я лёгкая пехотная бригада;
- 68-я механизированная бригада;
- 91-я бронетанковая бригада;
- 171-я бригада;
- 141-й артиллерийский полк;
- отдельный противотанковый дивизион.[7]